# Wallingford (Connecticut)
Wallingford es un pueblo ubicado en el condado de New Haven en el estado estadounidense de Connecticut. En el año 2005 tenía una población de 44,736 habitantes y una densidad poblacional de 443 personas por km².

## Geografía
Ashford se encuentra ubicado en las coordenadas 41°27′23″N 72°48′15″O / 41.45639, -72.80417.

## Demografía
Según la Oficina del Censo en 2000 los ingresos medios por hogar en la localidad eran de $57,308 y los ingresos medios por familia eran $68,327. Los hombres tenían unos ingresos medios de $47,017 frente a los $34,074 para las mujeres. La renta per cápita para la localidad era de $25,947. Alrededor del 3.6% de la población estaban por debajo del umbral de pobreza.